# Joseph Sullivan (ijshockeyspeler)
Joseph Albert Taylor Sullivan (Scarborough, 8 januari 1901 - Scarborough, 30 september 1988) was een Canadese ijshockeyspeler.
Sullivan won met de Toronto Graduates in 1927 de Allan Cup en mocht vanwege die prestatie met zijn ploeg Canada vertegenwoordigen op de Olympische Winterspelen 1928 in het Zwitserse Sankt Moritz. Sullivan dreigde met een boycot als zijn oudere broer Frank niet werd opgenomen in het team, vandaar speelde zijn broer Frank mee met de ploeg in Zwitserland. Sullivan was de doelman van de ploeg en hield gedurende alle drie de wedstrijden het doel schoon.
Sullivan was van beroep en arts en een van zijn patiënten was de Canadese premier John Diefenbaker en Sullivan werd door de premier benoemd in 1957 tot lid van de Senaat voor Ontario en bleef lid van de senaat tot 1986.